# Khwarezmiens

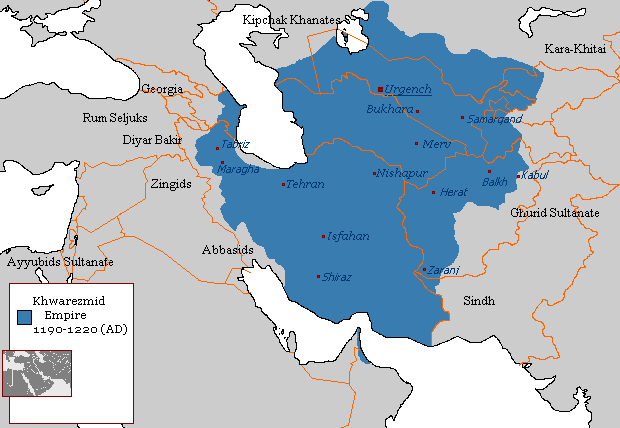
Empire khwaresmien vers 1215.

Carte des agglomérations du Khwarezm avant son éclatement.

Les Khwarezmiens sont également appelés Chorasmiens, Kharezmiens ou Korasmiens. L'ancien royaume iranien de Khwarezm, entre la mer Caspienne et la mer d'Aral, est attesté depuis l'Antiquité.
Islamisé et turquisé au Moyen Âge, il devient une puissance majeure d'Asie centrale aux XIIe – XIIIe siècles avant d'être balayé par les Mongols gengiskhanides en 1221.
Le shah du Kharezm et le reste de ses armées vont vagabonder pendant des années entre l'Iran, l'Inde et le Proche-Orient. En 1244, ils s'emparent de Jérusalem, pratiquement désarmée depuis Frédéric II, et la pillent de fond en comble. Les princes ayyoubides utilisent leur concours contre les croisés, avant de se retourner contre eux et de les détruire. Le grand raid des Khwarezmiens affaiblit les États latins d'Orient, mais aussi les Ayyoubides, qui dépendent de plus en plus de leurs mercenaires mamelouks. En effet les Khwarezmiens, intégrés dans l'unité de la wāfidiyya , représentent une force de 10 000 cavaliers, et sont donc une potentielle menace pour le pouvoir ayyoubide.